# Liste der Monuments historiques in Montournais
Die Liste der Monuments historiques in Montournais führt die Monuments historiques in der französischen Gemeinde Montournais auf.

## Liste der Bauwerke
| Bezeichnung                | Beschreibung                           | Standort | Kennzeichnung | Schutzstatus | Datum | Bild           |
| -------------------------- | -------------------------------------- | -------- | ------------- | ------------ | ----- | -------------- |
| Château de la Maison-Neuve | Schloss, erbaut im 16./17. Jahrhundert | (Lage)   | PA00132777    | Inscrit      | 1994  |                |
| Kirche Notre-Dame          | Erbaut im 12. Jahrhundert              | (Lage)   | PA00125657    | Inscrit      | 1993  | weitere Bilder |